# Kirsten Dinesen
Kirsten Dinesen (20. februar 1961) er en dansk PR- og kommunikationsprofessionel med eget bureau, Frontpage, som blandt andet er kendt for at løse opgaver for både internationale kunder som Google, Ericsson, Bitdefender og [./MSC Cruises MSC] samt en række lokale kunder. Hun blev cand. phil. fra Københavns Universitet i 1986. Kirsten Dinesen er også forfatter, skribent og foredragsholder. I 2008 udgav hun den anmelderroste Forbrugeren i Førersædet på Gyldendal, en bog der hurtigt blev pensum på en lang række videregående uddannelser.. Kirsten Dinesen er gift med arkitekt og forlægger Jens Bertelsen.

## Barndom, ungdom og uddannelse
Kirsten Dinesen blev født i Gentofte som datter af studielektor Ole B. Thomsen og Connie Thomsen og voksede op dér, indtil hun som 18-årig flyttede til København for at læse nordisk filologi på Københavns Universitet.

## Karriere
I 1987 etablerede hun PR- og kommunikationsfirmaet Front Page, som i 1999 fusionerede med Euro RSCG Corporate Communications. Her fungerede Kirsten som direktør for Front Page Corporate Communications der arbejdede med PR, web og direct marketing kommunikation. I 2002 blev hun direktør for Draft FBC København, en del af IPG gruppen og var ansvarlig for bureauets web, PR- og Direct Mail kompetencer.
I 2008 genetablerede hun PR- og kommunikationsfirmaet Frontpage PR & Communications, som bl.a. har haft ansvaret for Google Danmarks eksterne PR.
I 2008 skrev hun bogen Forbrugeren i Førersædet – en grundbog om kommunikations- og ledelsesstrategi efter web 2.0, der udkom på Gyldendal.
Kirsten Dinesen har bl.a. blogget for comON.dk og Markedsføring og er jævnligt citeret i medierne som kommunikationsekspert og ekspert i nyhedsbreve. Hun er ekstern lektor ved DMJX, Aarhus Universitet i Medietræning og Web-PR, underviser på International Advertising Association, diplom- og masteruddannelsen, samt holder kurser i Web-PR for Dansk Kommunikationsforening og har bl.a. talt ved DMA09 (konference for marketingprofessionelle) i San Diego og ved mangfoldige arrangementer i Danmark. Kirsten Dinesen er medlem af VL99. Kirsten Dinesen er desuden, sammen med Claus Oldenborg, medredaktør af Tidskriftet Herrens mark der udgives af en fond ved Garnisons Kirke.
Hun har desuden fungeret som bestyrelsesmedlem i flere virksomheder, bl.a PowerCare, som bestyrelsesformand, samt i medtech startup virksomheden GenomicExpression, der arbejder med udvikling af RNA baseret diagnostica.

## Tillidshverv og udmærkelser
Medlem af Public Relations Branchen og i flere omgange medlem af bestyrelsen. Medlem af repræsentantskabet for Huset Markedsføring. Formand for Dansk Markedsførings repræsentantskab. Medlem af advisory board for Tv- og Medietilrettelæggelse uddannelsen på Danmarks Medie- og Journalisthøjskole.